# Temporada do Sport Lisboa e Benfica de 2023–24
A temporada do Sport Lisboa e Benfica de 2023–24 será a 120ª época do clube em existência e a 90ª consecutiva na primeira divisão do futebol português. A nível interno, o Benfica vai jogar na Primeira Liga, Taça de Portugal, Taça da Liga e Supertaça Cândido de Oliveira. Na Europa, o Benfica vai disputar a fase de grupos da Liga dos Campeões da UEFA. A temporada começará no dia 8 ou 9 de agosto de 2023 e terminará em maio de 2024.

## Amigáveis de pré-temporada
A pré-temporada começou no dia 5 de julho de 2023.
| 12 de julho de 2023 Amigável | Southampton | 0 – 2 | Benfica                | Burton upon Trent, Inglaterra                            |  |
| 15:00                        |             |       | Neres 11' · Ristić 45' | Estádio: St George's Park Público: 0 Árbitro: Sunny Gill |  |

| 16 de julho de 2023 Amigável | Basileia            | 1 – 3 | Benfica                                        | Basel, Suíça            |  |
| 15:00                        | Brian Onyegbule 81' |       | Di María 24' · Gonçalo Ramos 29' · Jurásek 41' | Estádio: St. Jakob-Park |  |